# 연천 호로고루
연천 호로고루(漣川 瓠蘆古壘, 영어: Horogoru Embankment, Yeoncheon)는 대한민국 경기도 연천군 장남면에 있는 삼국시대의 성곽이다. 2006년 1월 2일 대한민국의 사적 제467호로 지정되었다.

## 현지 안내문
호로고루에 대한 최초의 기록은 효종 7년(1656)에 편찬된 『동국여지도』이며 이 책에는 호로고루가 삼국시대의 유적임이 명시되어 있고 최초의 학술조사 기록은 1919년에 발간된 『조선고적조사보고』이다. 이 보고서에는 도면과 함께 사진을 싣고 있으며 삼국시대 성으로서의 중요성이 기술되어 있다. 그 후 1991년부터 2003년 사이 본격적인 학술조사 및 발굴조사가 이루어지게 되었다.
성의 형태는 북동쪽에서 남서 방향으로 흐르는 임진강에 접한 현무암 천연절벽의 수직단애 위에 있는 삼각형의 강안평지성(江岸平地城)이다. 성벽의 전체둘레는 성의 가장자리를 따라 재었을 때 약 400여m이고, 그중 남벽은 161.9m, 북벽은 146m이며, 동벽은 현재 남아있는 부분이 93m이고 성내부는 전체적으로 해발 22m, 성벽 최정상부는 30m 정도이다. 성벽 중 가장 높은 동벽 정상부와 서쪽 끝부분에는 장대(將臺)가 설치되었으며, 성으로 진입하는 문지는 동벽 남쪽을 제외하고는 없었을 것으로 추정된다.
연천호로고루는 연천당포성, 연천은대리성과 함께 임진강과 한탄강이 지류와 만나 형성하는 삼각형의 대지위에 조성된 독특한 강안평지성(江岸平地城)으로 임진강이 국경하천역할을 했던 삼국시대와 밀접한 관련이 있고 학술적으로 가치가 높은 귀중한 문화유적이다.

## 지정 사유
《연천호로고루》는 임진강과 한탄강이 지류와 만나 형성하는 삼각형의 대지위에 조성된 독특한 강안 평지성으로 이 성들은 임진강이 국경하천 역할을 했던 삼국시대와 밀접한 관련이 있고 학술적인 가치가 높아 국가지정문화재(사적)로 지정하여 보존관리하고자 함.

## 참고 자료
- 연천 호로고루 - 국가유산청 국가유산포털